# Jarlot
Ne doit pas être confondu avec Jarlot (marine).

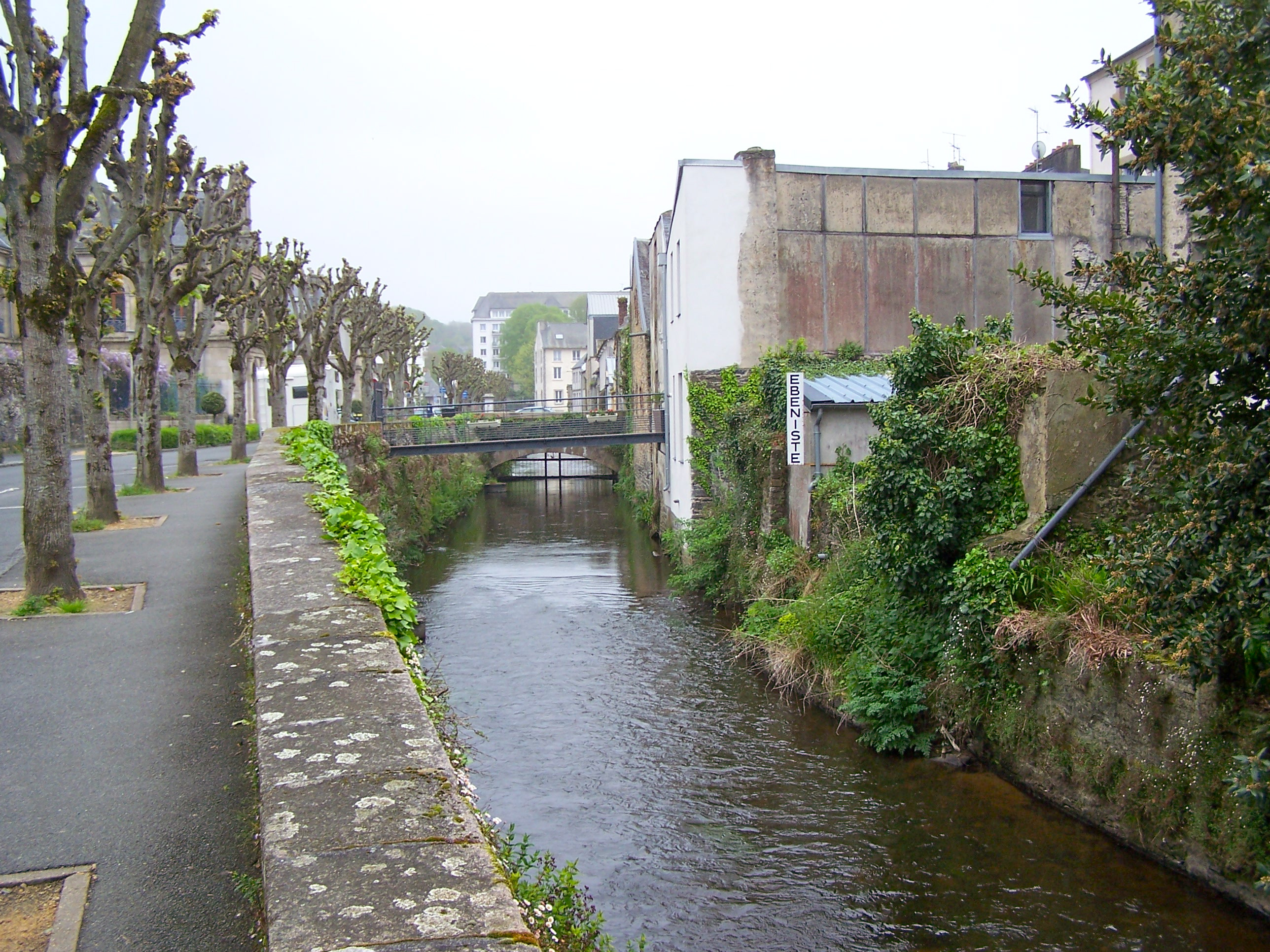
Le Jarlot à Morlaix.

Le Jarlot est une rivière bretonne du Finistère. Long de 21 km, il prend sa source à Lannéanou dans les monts d'Arrée et conflue avec le Queffleut pour former, à Morlaix, la rivière de Morlaix, aussi appelée Dossen en Breton. 

## Description de son cours
Long de 20,6 km, le Jarlot prend sa source entre Le Cloître-Saint-Thégonnec et Lannéanou (mais sur le territoire de la commune de Plougonven), près du hameau de Kermeur, et coule orienté assez régulièrement vers le nord, séparant les communes de Plougonven et Plourin-lès-Morlaix jusqu'à sa confluence avec son affluent de rive droite le Tromorgant (sa partie amont est dénommée « rivière de Plouigneau »), long de 12 km, qui provient de Lannéanou et sépare les communes de Lannéanou puis Plouigneau sur sa rive droite de Plougonven sur sa rive gauche. Il s'augmente aussi du ruisseau de Mézédern, qui prend sa source près du hameau de Pen-ar-Stang en Plougonven, mais en fait sa source est toute proche du bourg de Lannéanou.
Lorsqu'il conflue avec le Queffleut dans la ville de Morlaix, son débit est alors la moitié de celui de ce dernier. Son débit moyen est de 0,48 mètre cube par seconde, variant entre 0,27 lors des étiages et 1,064 m3/s lors des plus fortes crues.
Vers 1900, il alimentait une quinzaine de moulins et usines.

## Villes traversées
Le Jarlot traverse les communes de Lannéanou, Plougonven, Plourin-lès-Morlaix et Morlaix.